# ある日…永遠みたいに!
- ラブライブ! > ラブライブ!サンシャイン!! > Aqours > CYaRon! > ある日…永遠みたいに!

「ある日…永遠みたいに！」（あるひえいえんみたいに）は、2021年6月2日に発売された、Aqoursのミニユニット「CYaRon！」の1stフルアルバム。

## 概要
2021年3月19日に生配信された「ラブライブ！サンシャイン!! Aqours浦の星女学院生放送!!! ～Let’s smile smile ship Start!～」で発売が発表された。
新曲3曲と、2016年から2019年に発売されたシングル7曲と、テレビアニメBlu-ray特装限定版の全巻購入特典2曲、これまでのライブで使用されたオープニングSE2曲が収録されている。
初回生産分には「CYaRon！2nd LoveLive! ～大革命☆Wake Up Kingdom～」のチケット最速先行抽選申込券が付属する。
Spotify、Apple Musicといったサブスクリプションでの配信は発売日当日には解禁されず、1ヶ月遅れでの解禁となった。

## チャート功績
6月4日付のオリコンデイリーランキングでは2位にランクイン。6月14日付のオリコン週間ランキングでは約1.2万枚を売り上げ2位にランクインした。

## 収録曲
収録内容における新曲を太字で表記する。
- 全作詞：畑亜貴

1. ある日…永遠みたいに！
  - 作曲：TAKUYA 編曲：本間昭光
2. Whistle of Revolution
  - 作曲・編曲：TAKUYA
3. GENKI ZENKAI DAY!DAY!DAY! REMIX
  - リミックス：DJ KIRA
4. 元気全開DAY! DAY! DAY!
5. 夜空はなんでも知ってるの？
6. P.S.の向こう側
  - TVアニメ1期ゲーマーズBlu-ray全巻購入特典曲
7. 近未来ハッピーエンド
8. 海岸通りで待ってるよ
9. ドラゴンライダーズ
  - 作曲：TAKUYA、ミト 編曲：ミト
10. Braveheart Coaster REMIX
  - リミックス：DJ KIRA
11. Braveheart Coaster
12. CHANGELESS
13. コドク・テレポート
14. サクラバイバイ
  - TVアニメ2期ゲーマーズBlu-ray全巻購入特典曲

### ユニットメンバー
1. ↑  高海千歌（伊波杏樹）、渡辺曜（斉藤朱夏）、黒澤ルビィ（降幡愛）